# Hallgarten (Nadrenia-Palatynat)
Hallgarten – miejscowość i gmina w Niemczech, w kraju związkowym Nadrenia-Palatynat, w powiecie Bad Kreuznach, wchodzi w skład gminy związkowej Bad Kreuznach. Do 31 grudnia 2016 wchodziła w skład gminy związkowej Bad Münster am Stein-Ebernburg.